# 库日木图庙
库日木图庙，又称阿规庙，汉名宗乘寺，位于内蒙古自治区阿拉善盟阿拉善右旗雅布赖镇，是一座藏传佛教格鲁派寺院。

## 简介
库日木图庙位于雅布赖镇哈鲁乃境内，建于清朝乾隆二十五年（1760年），是阿拉善八大寺之一（八大寺是延福寺、广宗寺、福因寺 、昭化寺、承庆寺、宗乘寺、妙华寺、方等寺）。库日木图庙的主要经堂位于雅布赖山崖中的石窟。
该庙如今位于巴丹吉林沙漠景区南大门，是阿拉善右旗的主要旅游景区及佛教圣地之一。2010年5月21日，阿拉善右旗雅布赖镇举行农牧民体育运动会暨库日木图庙开光庆典仪式，此次活动吸引了阿拉善盟内外的许多佛教界人士以及近千名民众前来。此次活动期间，举行了赛马、搏克、拔河等民族体育活动，有十多家企业为库日木图庙捐赠了物资。
到2012年，该寺建筑面积331.8平方米，经塔8座，喇嘛16名。2012年4月4日至9日，为期6天的库日木图庙东科尔经会举行。此次庙会是群众自发举办的佛事活动，参加庙会的喇嘛共20名，香客达200多人次。